# Federico Gasperoni
Federico Gasperoni (ur. 10 września 1976 w San Marino) – sanmaryński piłkarz występujący na pozycji bramkarza, reprezentant San Marino w latach 1996–2005.

## Kariera klubowa
Występował w SS Folgore/Falciano, CBR Pietracurta, US Calcinelli Calcio, Urbino Calcio, AC Cattolica Calcio i SS Murata. W barwach SS Folgore/Falciano wywalczył Superpuchar San Marino 2000. Po zakończeniu kariery zajął się szkoleniem bramkarzy w akademii prowadzonej przez FSGC.

## Kariera reprezentacyjna
9 października 1997 Gasperoni zadebiutował w reprezentacji San Marino w meczu przeciwko Belgii w Serravalle (0:3). 25 kwietnia 2001 zagrał w zremisowanym 1:1 spotkaniu z Łotwą w Rydze, w którym San Marino zdobyło drugi w historii punkt w eliminacjach mistrzostw świata i po raz pierwszy nie poniosło porażki na wyjeździe. Łącznie w latach 1996–2005 rozegrał 41 meczów w reprezentacji, w których wpuścił 165 bramek.

## Kolarstwo
W 2011 roku wziął udział w XIV Igrzyskach Małych Państw Europy, na których zajął 13. miejsce w kolarstwie szosowym.

## Sukcesy

### Zespołowe
SS Folgore/Falciano
- Superpuchar San Marino: 2000

### Indywidualne
- Pallone di Cristallo: 2004